# Jaime Tobón Villegas
Jaime Tobón Villegas (Tablazo, Rionegro, Antioquia; 18 de julio de 1919 - Medellín, 19 de septiembre de 2014) fue un empresario, abogado, educador, economista y político colombiano. Fue alcalde de Medellín entre 1967 y 1968.

## Biografía
Jaime Tobón Villegas comenzó sus estudios de Derecho en la Universidad de Antioquia. Los continuó y culminó en la Universidad Libre (Colombia) en donde se graduó como abogado con la cohorte de 1959 de la Facultad de Derecho y Ciencias Políticas de la Sede Principal se desempeñó como inspector de policía del municipio Rionegro, fue los primeros fundadores del sindicato de Fenalco y director de la entidad hasta el 1952. En 1954 durante la dictadura de Gustavo Rojas Pinilla organizó un movimiento por la cual se oponía a la política de Rojas Pinilla.
En 1959 fue nombrado como presidente de Camacol hasta en 1964. En 1966 el presidente Carlos Lleras Restrepo lo nombró como alcalde de Medellín entre 1967 y 1968 por el Partido Liberal, en 1968 lo designan como gerente de las Empresas Públicas de Medellín, Fadegan, Federación Ganaderos de Antioquia y asumió como el rector de la Universidad de Medellín hasta 1993.
En 2003 el presidente Álvaro Uribe lo condecoró la Cruz de Boyaca como el mejor empresario. En 2008 fue declarado alcalde vitalicio de Rionegro, en un homenaje hecho conjuntamente por la Gobernación de Antioquia y la Alcaldía de ese municipio. Falleció en su residencia en Medellín de un infarto el 19 de septiembre de 2014.

## Escritos
La obra de Jaime Tobón Villegas comprende:
- El Laberinto en la Educación Superior; Proyecto del Fondo de Desarrollo para América Latina, 1993.
- Repoblamiento ganadero: seguridad alimentaria anos 2010-2020-2030, perspectivas de mercados extranjeros, ocupación del campo colombiano, 2004.
- Apuntes sobre la crisis del campo colombiano, 1999.